# 證券交易所宮 (布魯塞爾)

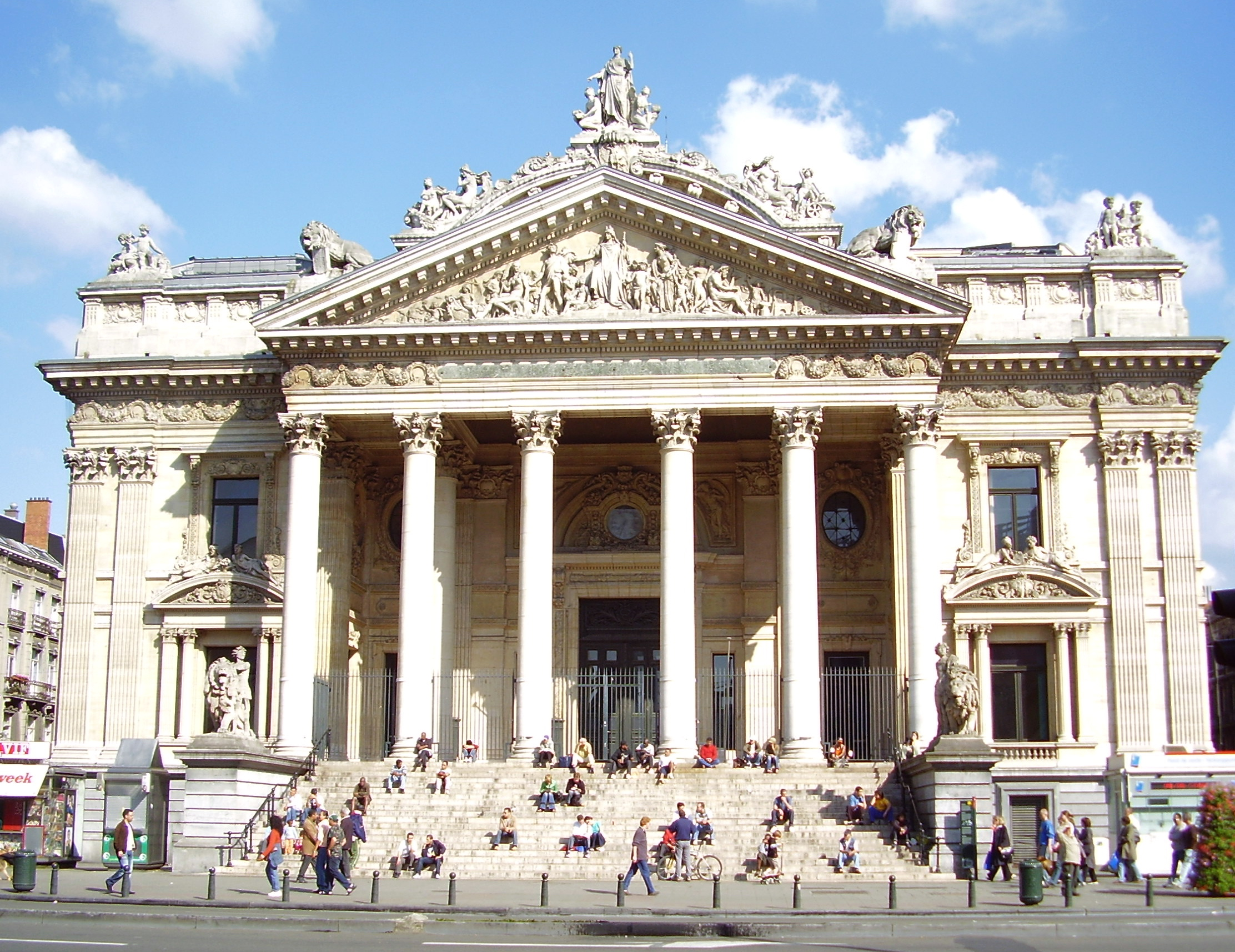

證券交易所宮（法語：Palais de la Bourse）是比利時首都布魯塞爾的一座建築，修建於1868年至1873年。這座建築位於安斯帕大街，是布魯塞爾證券交易所的辦公地點。

## 外部連結
- 官方网站

50°50′53″N 4°21′01″E / 50.84806°N 4.35028°E